# كينيث جيويت
كينيث جيويت (بالإنجليزية: Kenneth Jewett)‏ (2 أكتوبر 1880 – 1944) هو ملاكم أمريكي راحل، مثّل بلاده في الألعاب الأولمبية الصيفية 1904.

## روابط خارجية
كينيث جيويت على موقع اللجنة الأولمبية الدولية (الإنجليزية)
- كينيث جيويت على موقع أوليمبيديا (الإنجليزية)